# 小行星4743
小行星4743（英語：4743 Kikuchi）是一颗围绕太阳公转的小行星。1988年2月16日，藤井哲也、渡邊和郎在北见发现了此天体。
这颗小行星的绝对星等为169.9018526551339等。